# Sailor Mouth
Sailor Mouth (укр. Морський лексикон/Моряцька говірка) — 18 серія 2 сезону мультсеріалу «Губка Боб Квадратні Штани». Вийшла 21 вересня 2001 в США, 10 березня 2018 на телеканалі «ПлюсПлюс».

## Сюжет
Губка Боб хоче піти додому, але пан Крабс наказує Бобу викинути сміття. Коли він доходить до сміттєбаку, то бачить там напис: «Крабс — це…» (останнє слово було зацензурене звуком дельфіна). Потім приходить Патрік, і Губка Боб повторює це слово. Зірка вирішує, що це вишукане слово, яке треба використовувати у кожній розмові.
Наступного дня, вони приходять у «Красті Крабс». Боб повторює це слово у мегафон, і клієнти виходить. Крабс виходить зі свого кабінету і запитує їх, що сталося. Сквідвард пояснює, що вони використили це слово.
Обурений Крабс каже, що це погане слово, одинадцяте з тринадцяти поганих слів. Губка Боб і Патрік обіцяють, що більше так не будуть.
Пізніше, Губка Боб і Патрік грають у гру «Змії та драбини». Коли Губка Боб програв, він випадково вигукує це слово. Через це Патрік мчить до «Красті Крабс», щоб все розповісти Крабсу. Дорогою Патрік теж говорить це слово, і у Губки також з'являється привід сказати про все Крабсові. Губка Боб і Патрік приходять майже одночасно, і говорять нерозбірливо. Пан Крабс каже, щоб вони сказали одним словом те, що хочуть сказати, і це було те слово.
Розлючений Крабс виводить їх на вулицю, і наказує їм пофарбувати «Красті Крабс». Однак, відходячи, Крабс вдаряється ногою об камінь, і викрикує всі тринадцять поганих слів. Губка Боб і Патрік швидко біжать до Бетсі Крабс, матусі Крабса, щоб доповісти про її сина. За ними біжить і Крабс. Коли все розказали матусі Крабс, вона непритомно падає.
Пан Крабс злиться на Боба і Патріка, за те що вони зробили. Бетсі швидко приходить до тями, і налаштовує всіх на пофарбування її будинку. Через деякий час, вона вирішує нагородити їх лимонадом. Вона вдаряється об камінь і каже те, що всі прийняли за погане слово, але те був гудок Старого Дженкінса, що змушує всіх посміятись.

## Озвучування та дубляж
| Персонажі            | Актор в оригіналі | Актор в озвученні студії «СТБ» | Актор у дубляжі студії «1+1» |
| -------------------- | ----------------- | ------------------------------ | ---------------------------- |
| Губка Боб            | Том Кенні         | Олександр Чмихалов             | Павло Скороходько            |
| Патрік               | Білл Фагербаккі   | Ярослав Чорненький             | Максим Кондратюк             |
| Юджин Крабс          | Кленсі Браун      | Ярослав Чорненький             | Анатолій Зіновенко           |
| Сквідвард Щупаленко  | Роджер Бумпас     | Ярослав Чорненький             | Андрій Альохін               |
| Бетсі (Матуся) Крабс | Пол Тіббіт        | Ганна Левченко                 | Ольга Радчук                 |